# Lgharbia
Lgharbia (àrab الإثنين الغربية) és una comuna rural de la província de Sidi Bennour de la regió de Casablanca-Settat. Segons el cens de 2014 tenia una població total de 22.729 persones.